# メカウデ
『メカウデ』（Mecha-Ude）は、TriFスタジオ制作による日本のオリジナルテレビアニメ作品。クリエイター集団「TriF」が、オカモトを中心に企画を立ち上げ、クラウドファンディングにて製作資金を調達し、2018年に約25分の“パイロットエピソード”が完成、支援者限定で公開された後、本格的にアニメシリーズの制作が決定、2024年10月から12月までTOKYO MXほかにて放送された。

## あらすじ
キタカガミ市に住む中学生のアマツガ・ヒカルが謎の機械型生命体、
メカウデのアルマと出会い、メカウデをめぐる戦いに巻き込まれてゆく 

## 登場人物

### 市立キタカガミ第二中学校
ヒカル/天束燿（あまつが ひかる）
声 - 豊永利行
本作の主人公。5月30日生まれのAB型。170cm。
アルマ
声 - 杉田智和
メル/白山メル
声 - 上田麗奈
10月15日生まれのA型。153cm。
イイヅカ
声 - 長谷徳人
ナオカタ
声 - 鵜澤正太郎
タガワ
声 - 澤田拓郎

### アームズ
アキ/茈瑪アキ（むらさめ あき）
声 - 嶋村侑
双子の姉で、本作のヒロイン。11月24日生まれのB型。164cm。
シニス＆デキス
声 - 石川界人
エルジス
声 - 東地宏樹
フィスト
声 - 中村悠一

### カガミグループ
カガミ/耶我廻ジュン（かがみ じゅん）
声 - 朴璐美
4月17日生まれのO型。155cm。
トウドウ
声 - 天月
10月7日生まれのA型。180cm。
ヤクモ
声 - 山口勝平
ツキヒト
声 - 東地宏樹
カズワ
声 - 田丸篤志
ナオヒト
声 - 安元洋貴
サクガ
声 - 辻親八
ワナー
声 - 福島潤
トゥース
声 - 石上静香

## 漫画
2022年9月15日から2024年8月29日にかけて、原作・監修はTriFスタジオ、作画をこよかよしのが担当したコミカライズが、アニメーション公開に先駆けてLINEマンガとebookjapanにて連載された。ナンバーナインから電子単行本全10巻。
- 原作・監修：TriFスタジオ、作画：こよかよしの『メカウデ』 ナンバーナイン、全10巻
  1. 2023年10月13日、ASIN B0CKGTM2NB
  2. 2023年12月29日、ASIN B0CQP131RW
  3. 2024年3月29日、ASIN B0CWDS74ZL
  4. 2024年9月27日、ASIN B0DHW7D1NR
  5. 2024年9月27日、ASIN B0DHX7C7R7
  6. 2024年10月25日、ASIN B0DK38HW5F
  7. 2024年10月25日、ASIN B0DK398PQL
  8. 2024年11月29日、ASIN B0DNQ9SQGN
  9. 2024年11月29日、ASIN B0DNQBC6T9
  10. 2024年12月20日、ASIN B0DPQF7MSW

## 小説
2025年3月18日に、Trifの原作、水沢夢の著、絵葉ましろがイラストを担当したノベライズが、ガガガブックスより発売された。本編の最終決戦後からエピローグまでの出来事。
- 原作：TriF、著：水沢夢、イラスト：絵葉ましろ『小説 メカウデ 〜もうひとつのトリガーアーム〜』 小学館〈ガガガブックス〉、全1巻
  - 2025年3月18日、ISBN 9784094611847

## テレビアニメ

### スタッフ
- 原案・監督・キャラクター原案 - オカモト
- シリーズ構成 - 中西やすひろ、TriF
- キャラクターデザイン - 西位輝実、内田陽子
- メカウデデザイン・コンセプトアート・プロップデザイン - 塗壁
- 3DCG監督 - 河村翔太
- 編集 - 大目貴之
- 色彩管理 - 麻生陽子
- 撮影監督 - 河村翔太、まっしゅ
- 音響監督 - 高寺たけし
- 音楽 - 澤野弘之、KOHTA YAMAMOTO、DAIKI
- 音楽プロデューサー - 木下哲哉、吉本広太
- 音楽制作 - ポニーキャニオン
- 総監修 - 松山洋
- チーフプロデューサー - 木下哲哉、宮崎敬嗣
- プロデューサー - 吉本広太、松井優子、松村尚
- アニメーションプロデューサー - 麻生秀一
- アニメーション制作 - TriFスタジオ
- 製作 - 「メカウデ」製作委員会

### 主題歌
「VORTEX」
セツコによるオープニングテーマ。作詞はBenjamin + cAnON.、作曲・編曲は澤野弘之。
「karma」
セツコによるエンディングテーマ。作詞は茜雫凛、作曲・編曲は澤野弘之。

### 各話リスト
| 話数 | サブタイトル                | 脚本              | 絵コンテ                 | 作画監督          | 放送日         |
| ---- | --------------------------- | ----------------- | ------------------------ | ----------------- | -------------- |
| 1    | メカウデ使い                | 中西やすひろ TriF | オカモト                 | 宮野頌子          | 2024年 10月4日 |
| 2    | 生きてる世界が違いすぎ      | 保坂歩 TriF       | オカモト                 | 宮野頌子          | 10月11日       |
| 3    | 手を伸ばしたのは君の意志    | 山本カズヨシ TriF | オカモト                 | 宮野頌子          | 10月18日       |
| 4    | 大事な事のはずなのに        | TriF              | 西位輝実                 | 宮野頌子          | 10月25日       |
| 5    | なんか隠してない？          | 山本カズヨシ TriF | 松尾慎                   | 宮野頌子          | 11月1日        |
| 6    | 友達っていうのはつまりその… | 鈴木悠太 TriF     | 仲敷沙織                 | 宮野頌子          | 11月8日        |
| 7    | 私と出会ったばっかりに…     | TriF              | オカモト                 | 宮野頌子          | 11月15日       |
| 8    | お前の脚じゃ遅過ぎる        | TriF              | オカモト                 | 宮野頌子          | 11月22日       |
| 9    | お前最強じゃねえか！        | TriF              | 松尾慎                   | 宮野頌子          | 11月29日       |
| 10   | 思い出せ、弟よ              | TriF              | オカモト                 | 宮野頌子          | 12月6日        |
| 11   | こんな所で止まんなよ！      | TriF              | オカモト                 | 宮野頌子          | 12月13日       |
| 12   | それでも前に進み続ける      | TriF              | オカモト 竹下勲 和田拓也 | 宮野頌子 オカモト | 12月20日       |

### 放送局
| 放送期間                 | 放送時間                     | 放送局       | 対象地域   | 備考                                   |
| ------------------------ | ---------------------------- | ------------ | ---------- | -------------------------------------- |
| 2024年10月4日 - 12月20日 | 金曜 0:30 - 1:00（木曜深夜） | TOKYO MX     | 東京都     |                                        |
| 2024年10月5日 - 12月21日 | 土曜 2:00 - 2:30（金曜深夜） | テレビ西日本 | 福岡県     | 製作参加                               |
| 2024年10月6日 - 12月21日 | 日曜 23:30 - 月曜 0:00       | BS朝日       | 日本全域   | 製作参加 / BS/BS4K放送 / 『アニメA』枠 |
| 2024年10月7日 - 12月23日 | 月曜 1:59 - 2:29（日曜深夜） | 関西テレビ   | 近畿広域圏 | 製作参加                               |